# Amil Krupic
Amil Krupic, född 15 augusti 1995 i Halmstad, är en svensk professionell ishockeyspelare som spelar för Södertälje SK i Hockeyallsvenskan.